# Barbu Dimitrie Știrbei
Barbu Dimitrie Știrbei Bibescu (Craiova, 17 agosto 1799 – Nizza, 13 aprile 1869) è stato un nobile rumeno.
Fratello di Gheorghe Bibescu, fu principe di Valacchia dal 1848 al 1853, quando dovette allontanarsi per sfuggire ai Russi che invadevano la Valacchia.
Tornato nel 1854, abdicò nel 1856, tre anni prima che la Valacchia venisse unita con la Moldavia.

## Biografia
Nato da Dumitrache Bibescu e da sua moglie, fu adottato dal nonno materno, l'ultimo della famiglia Știrbei che lo lasciò erede della sua ricchezza e cognome. Ha studiato filosofia e diritto a Parigi, all'inizio del regno di Luigi XVIII, nel 1815. Dopo il ritorno in Valacchia, nel 1821 si rifugiò dalla rivolta valacca del 1821 a Brașov, in Transilvania (all'epoca parte dell'Impero austriaco). Sposò l’italiana Sofia Pucci di Pitigliano nel 1821.

## Ascensione
Nel 1825, tornò a Bucarest e assunse diversi incarichi con l'amministrazione di Grigore IV Ghica. Dopo che la Valacchia fu occupata dalla Russia imperiale in seguito alla guerra russo-turca del 1828-1829, il generale Pavel Kiseleff lo promosse al governo centrale, dove servì come presidente della commissione valacca incaricata di redigere il Regolamento organico, la prima forma di diritto costituzionale mai implementato in Valacchia. Nel 1836 gli fu affidata l'amministrazione del Dipartimento di Giustizia, dove istituì un nuovo codice commerciale, basato sul modello napoleonico, e migliorò le procedure penali e civili. Dopo la rimozione dal trono di Grigore IV Ghica, Știrbei si è candidato alla carica nelle uniche elezioni previste dal Regolamento, ma ha rinunciato ai voti a favore del fratello Gheorghe Bibescu.

## Principe di Valacchia
Dopo che il fu rovesciato dalle truppe ottomane e fu nominato un nuovo ospodaro, il sultano Abdülmecid I sostenne Barbu Știrbei per l'incarico e gli fu assegnato il trono per un mandato di sette anni (secondo le disposizioni del 1849 Convenzione di Balta-Liman). Il suo regno iniziò sotto la comune occupazione dell'Impero Ottomano e della Russia imperiale, occupazione che terminò nel 1851, quando Barbu Știrbei ricevette l'Ordine di Sant'Anna dall'imperatore russo Nicola I. 
Durante il suo regno, Știrbei ha spinto riforme moderate, come una leggera riforma del sistema giudiziario che ha portato ad un aumento del numero di controversie legali risolte. Si adoperò per far rispettare una riforma agraria (ancora molto conservatrice), approvando una legge, nel 1851, in cui i contadini erano indicati come "fittavoli", e che consentiva loro di spostarsi più facilmente tra le proprietà boiarie. In materia di schiavitù, Știrbei iniziò limitando il commercio interno di schiavi, proibì la separazione delle famiglie attraverso queste ultime e alla fine abolì del tutto l'istituzione.
All'inizio della guerra di Crimea, nel 1853, la Valacchia fu nuovamente occupata dalle truppe imperiali russe. Barbu Știrbei rimase a Bucarest fino alla dichiarazione formale di guerra dell'Impero Ottomano, dopodiché fuggì a Vienna, solo per tornare l'anno successivo, nell'autunno del 1854, dopo il ritiro russo, quando il paese era sotto l'occupazione austriaca e ottomana.
Nel 1856, dopo la fine della guerra, con il Trattato di Parigi, si risolse la questione dell'unificazione di Moldavia e Valacchia, i due Principati danubiani. Știrbei ha sostenuto l'unione, anche se non molto fortemente, poiché sperava di diventare principe dello stato risultante. Tuttavia, all'inizio dell'estate, quando il suo mandato era scaduto, fece un passo indietro come ospodaro e partì per Parigi.

## Morte
Nel 1857 fu eletto deputato nel divano ad hoc, un'assemblea incaricata di dare alla Valacchia un nuovo quadro costituzionale. Dopo che i divani hanno confermato l'unione dei due paesi eleggendo Alexander John Cuza come Domnitor, è tornato a Parigi insieme al fratello Gheorghe Bibescu. Ritornò temporaneamente nel paese nel 1866, a sostegno del neoeletto principe Carol del Principato di Romania. Barbu Știrbei trascorse i suoi ultimi anni in Francia, dove morì nel 1869, a Nizza, dopo aver visitato Bucarest un'ultima volta nel 1868.

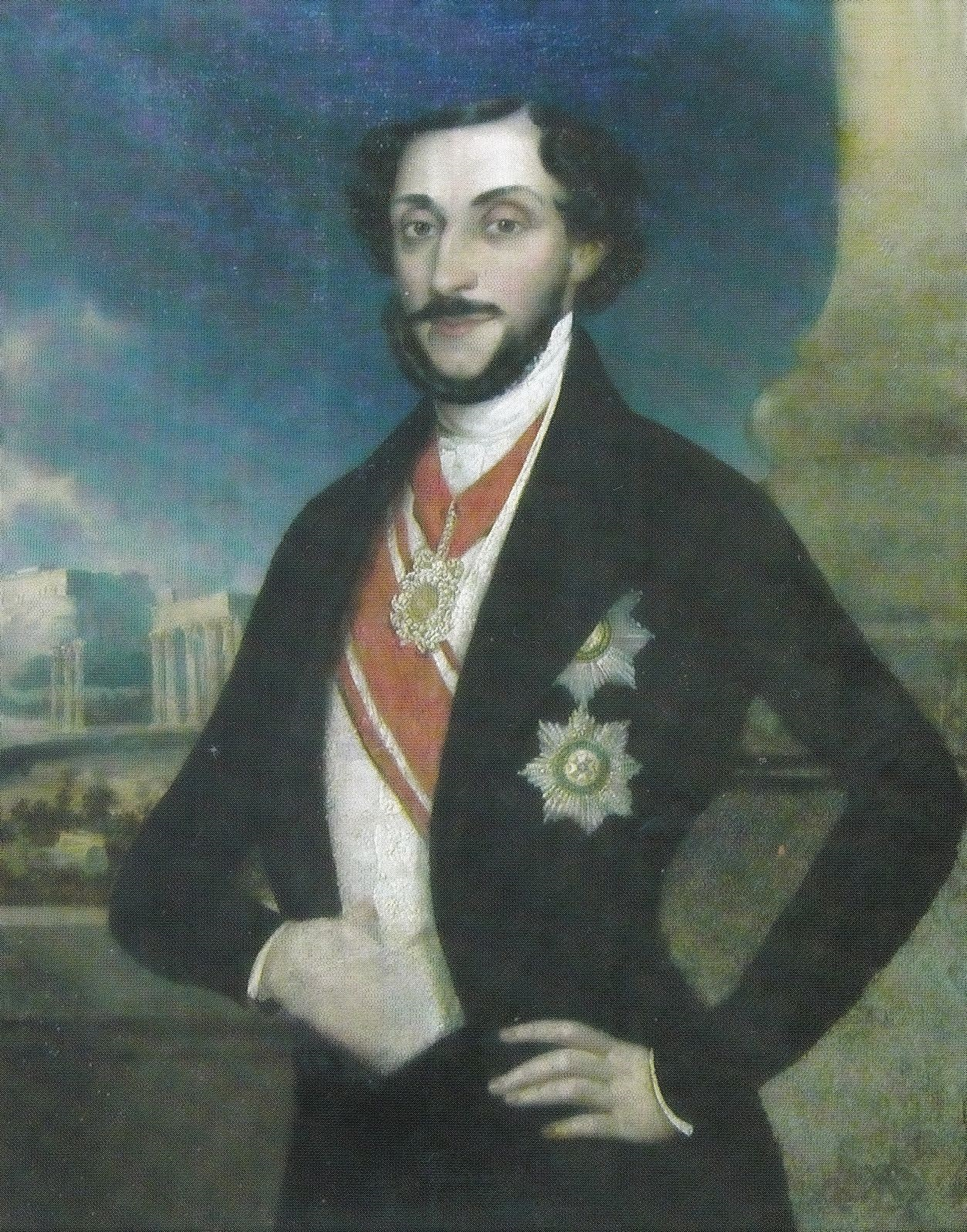
Barbu Dimitrie Principe di Valacchia